# Byblis rorida
Byblis rorida là một loài thực vật thuộc họ Byblidaceae. Đây là loài đặc hữu của Úc.